# Neurochaeta inversa
Neurochaeta inversa är en tvåvingeart som beskrevs av Mcalpine 1978. Neurochaeta inversa ingår i släktet Neurochaeta och familjen Neurochaetidae. Inga underarter finns listade i Catalogue of Life.